# پوپرچنایا گورا
پوپرچنایا گورا (انگلیسی: Poperechnaya Gora) یک شهرک در شهرستان کاراایدلسکی استان باشقیرستان کشور روسیه است.